# Kvindehadernes Fald
Kvindehadernes Fald er en dansk stumfilm fra 1914, der er instrueret af Eduard Schnedler-Sørensen efter manuskript af A.V. Olsen.

## Handling
Denne artikel mangler et handlingsreferat. Hjælp os med at skrive det.